# Schienenverkehr im Libanon

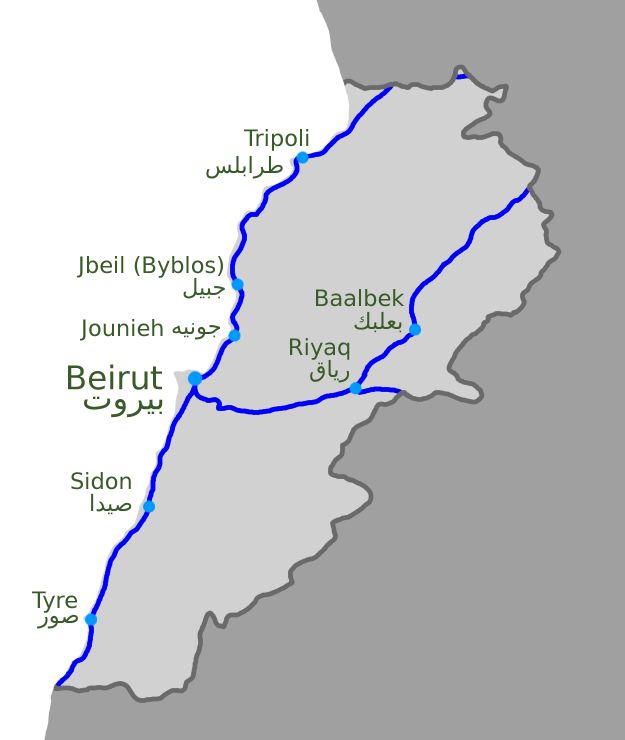
Libanesisches Eisenbahnnetz zur Zeit seiner größten Ausdehnung 1946/47

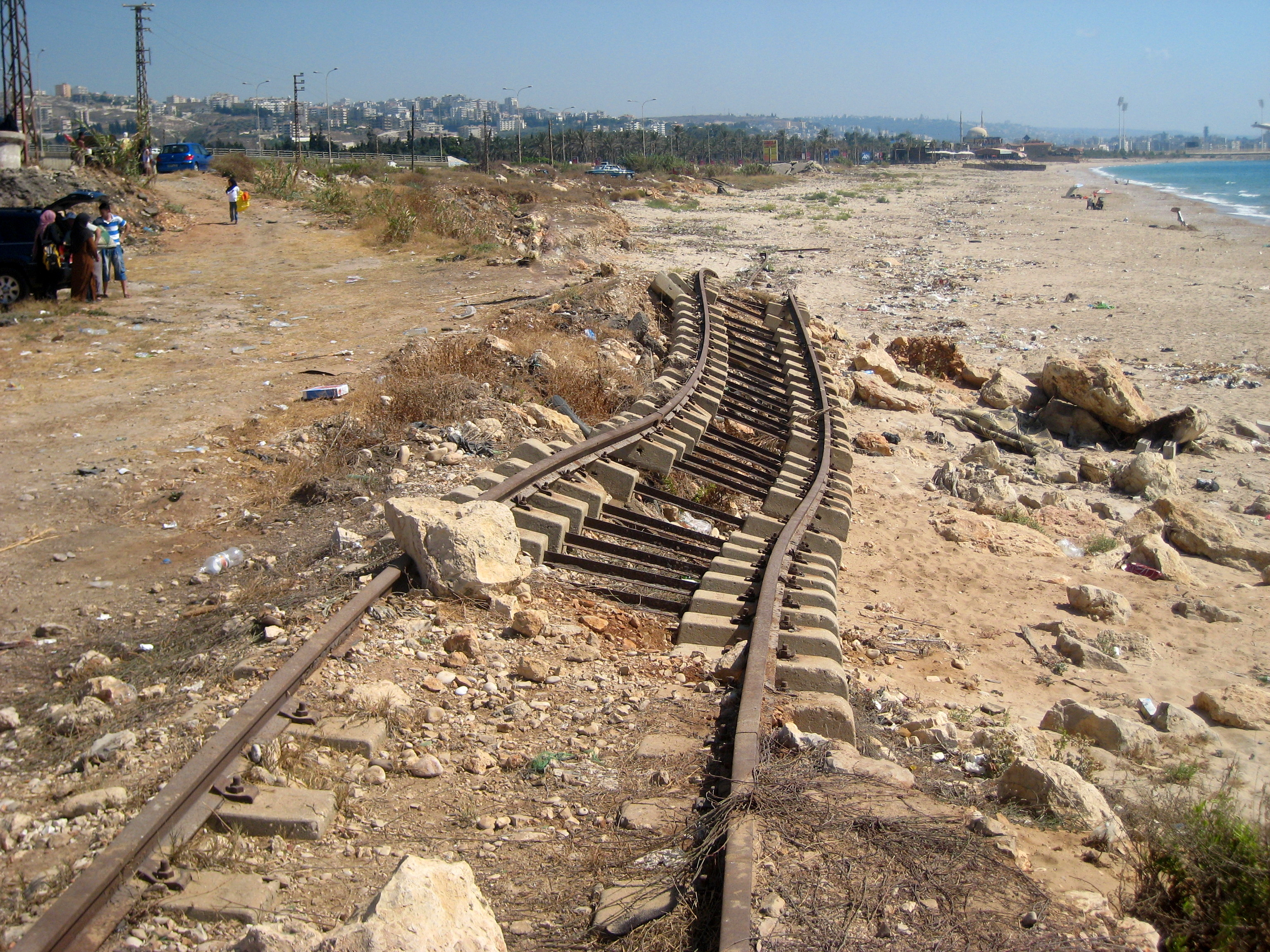
Gleisreste der HBT-Linie bei Sidon

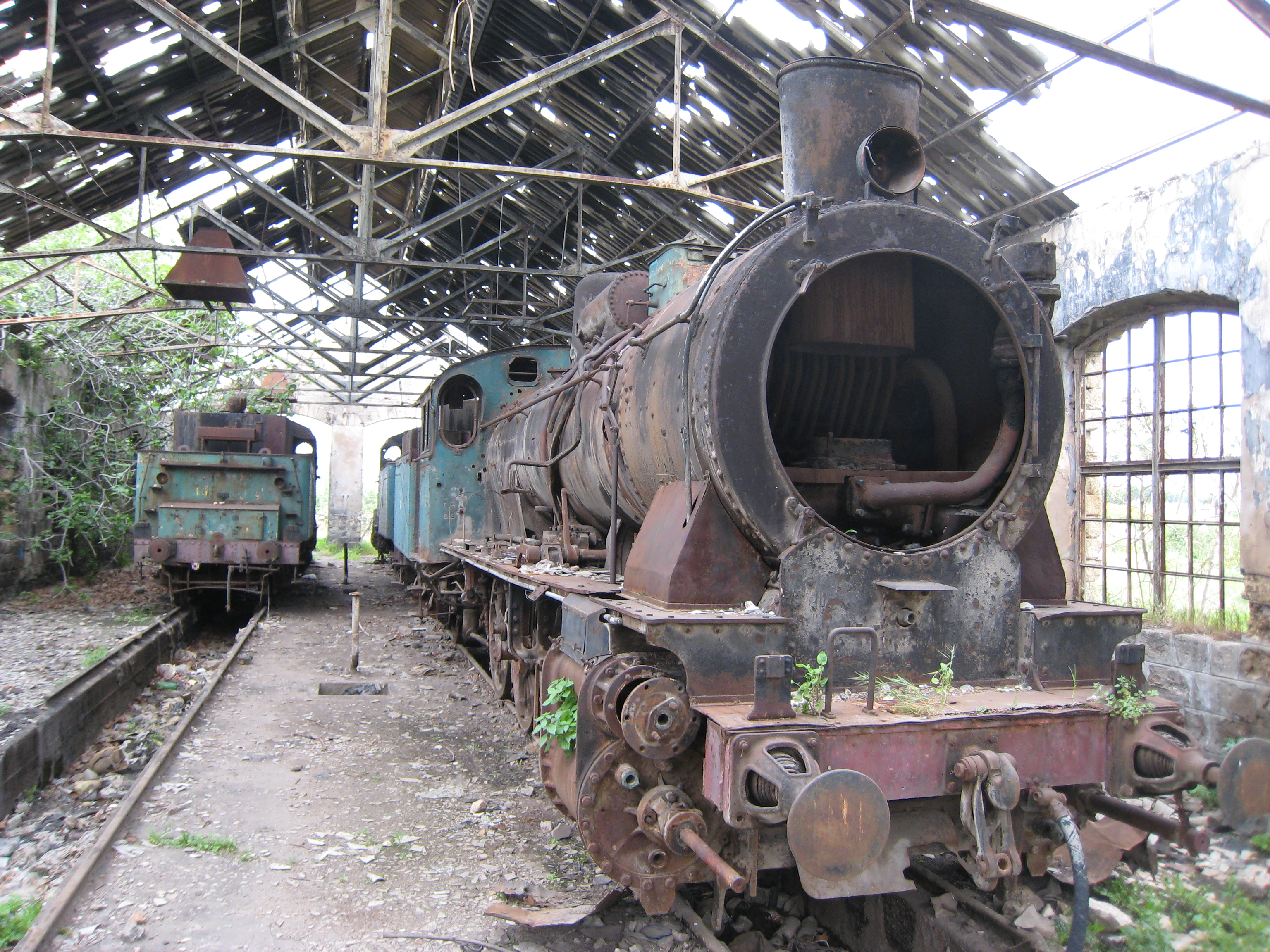
Lokschuppen am Bahnhof in Tripoli

Der Schienenverkehr im Libanon wurde während des libanesischen Bürgerkriegs eingestellt, dabei weitgehend zerstört und seitdem nicht mehr aufgenommen. Das Eisenbahnnetz, welches ab 1891 entstand, wurde im 20. Jahrhundert durch die Chemin de fer de l’État Libanais betrieben.

## Schmalspur
Die erste Eisenbahn im Libanon, die Libanonbahn, wurde durch die Société des Chemins de fer Ottomans économiques de Beyrouth-Damas-Hauran, einer französischen Gesellschaft, in der Spurweite von 1050 mm auf der Grundlage einer Konzession des Osmanischen Reichs errichtet. Sie verband Beirut mit Damaskus und ging am 3. August 1895 in Betrieb. Die 143 km lange Strecke überquert das Libanongebirge und den Anti-Libanon. Dies war technisch aufwändig. So gab es Spitzkehren und 33 km Zahnstangen-Abschnitte. Zu erzielende Geschwindigkeit und anzuhängende Last pro Zug waren so eng begrenzt, die Kapazität der Bahn deshalb gering. Die Betreibergesellschaft wurde einige Jahre später in Chemin de Fer Damas – Hama et Prolongements (D.H.P.) umbenannt.
Wichtigster Bahnhof unterwegs an der Strecke war Rayak. Dort schloss sich ab 1906 eine ebenfalls von der D.H.P. errichtete Strecke über Homs nach Aleppo an. Sie wurde allerdings im Hinblick auf die technischen Parameter der im Bau befindlichen Bagdadbahn in Normalspur errichtet. Der Eisenbahnverkehr zwischen Aleppo und Damaskus wurde hier gebrochen: Wegen der unterschiedlichen Spurweiten mussten alle Güter umgeladen werden und alle Fahrgäste umsteigen. Damit wurden die Kapazitätsengpässe der Schmalspurbahn auf diese Verbindung übertragen.
Beide Strecken, sowohl die Schmalspurbahn als auch die Verbindung nach Aleppo, wurden während des libanesischen Bürgerkriegs zwischen 1975 und 1990 auf libanesischer Seite zerstört. Auf syrischer Seite besteht ein touristischer Restbetrieb der Schmalspurbahn (siehe: Eisenbahn in Syrien).

## Normalspur
Außer dem erwähnten Anschluss in Normalspur nach Aleppo bestanden im Libanon weitere Strecken in Normalspur. Dieses Netz entstand ab 1911 aus einer Verbindung von Tripoli ins syrische Homs, ebenfalls von der D.H.P errichtet und betrieben. 1942 wurde diese Verbindung kriegsbedingt als Militäreisenbahn unter britischer Regie nach Palästina erweitert und als Eisenbahn Haifa–Beirut–Tripoli (HBT-Linie) betrieben. Im Süden schloss sie an die Palestine Railways, das Bahnsystem des britischen Mandatsgebietes Palästina, an, das wiederum mit dem ägyptischen Normalspurnetz in Verbindung stand. Für kurze Zeit bestand so eine durchgehende Verbindung von Istanbul in der Türkei bis Assuan in Ägypten.
Die Bahn wurde allerdings ausschließlich militärisch genutzt und in der Zeit des durchgehenden Betriebs nie für den Zivilverkehr freigegeben. Eine Schlüsselposition des Libanons im Schienenverkehrswesen zwischen dem europäischen und dem nordafrikanischen Normalspurnetz blieb so bloße Theorie. Die britischen Militärbehörden lehnten die Öffnung des durchgehenden Schienenwegs auf dem HBT-Abschnitt der Strecke von Istanbul nach Kairo ab. So verkehrte der Taurus-Express ab 1946 zwei Mal wöchentlich mit Kurswagen nach Tripoli und Anschluss auf der Straße nach Haifa. Im Jahre 1948 sind die Kurswagen nach Tripoli nicht mehr verzeichnet gewesen.
Schon vor der Gründung des Staates Israel wurde die Verbindung 1948 von israelischen Widerstandskämpfern an der Grenze zum Libanon bei den Kreidefelsen von Rosch haNikra unterbrochen. Ab Juni war die Strecke nördlich von Azzib gesperrt. Sie sollte nie wieder befahren werden. Heute trennt dort eine Mauer den Tunnel in einen etwa 200 m langen israelischen und einen etwa 50 m langen libanesischen Teil.

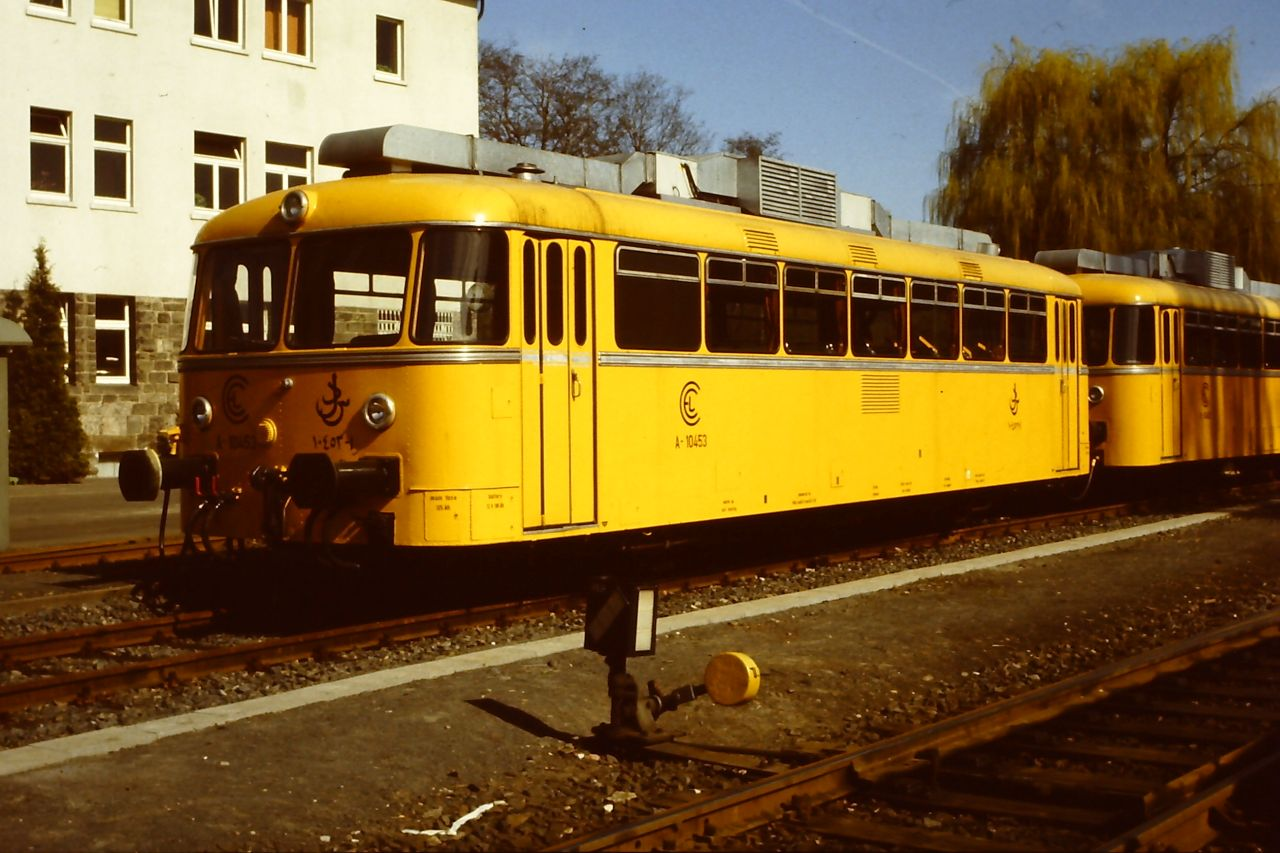
Uerdinger Schienenbusse aus Deutschland.

Die im Libanon gelegene Strecke wurde durch die Chemin de fer de l’État Libanais (CEL) betrieben, bis auch diese Strecke im Bürgerkrieg nach 1976 zerstört wurde. Bis zur Totalstilllegung des libanesischen Eisenbahnnetzes nach dem Bürgerkrieg in den 1990ern waren zuletzt einige modifizierte Uerdinger Schienenbusse, die von der Deutschen Bundesbahn Mitte der 1980er Jahre erworben wurden, im Einsatz.

## Sonstiger Schienenverkehr
In Beirut und Tripoli existierten elektrische Straßenbahnen.

## Zukunft
Im Rahmen des EUMedRail-Projektes der Europäischen Kommission gibt es Pläne, die 80 km lange ehemalige Strecke zwischen Beirut und Tripoli wieder aufzubauen.